# Curt Altmann

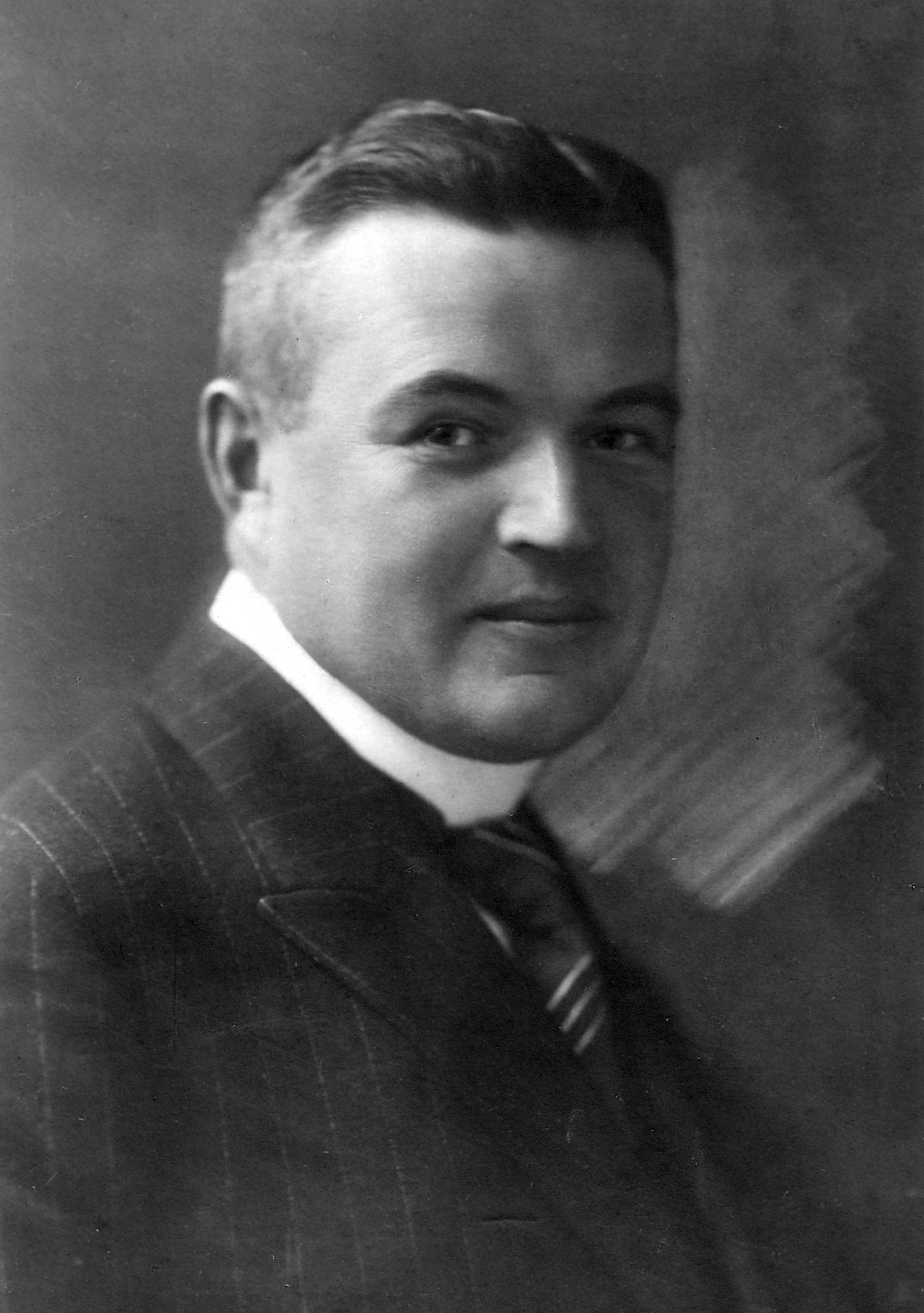
Curt Altmann (um 1920)

Curt Altmann (* 18. Februar 1883 in Altlewin; † 23. August 1958 in Wunsiedel) war ein deutscher Kaufmann und Textilunternehmer.

## Leben
Curt Altmann absolvierte zunächst eine Lehre im Textileinzelhandel und qualifizierte sich durch Mitarbeit in führenden Modewarengeschäften in Berlin und verschiedenen westdeutschen Großstädten weiter.
Im Jahr 1911 gründete Altmann zusammen mit dem Kaufmann Willy Besser in Ilmenau eine Fabrik zur Herstellung von Wickelgamaschen unter der Firma Curt Altmann & Co. Die Produktion wurde in einer leerstehenden Fabrik begonnen und ungefähr ein Dutzend Arbeiter beschäftigt. Während Besser den Fabrikbetrieb leitete, übernahm Altmann den Vertrieb der Produkte.
Großer Mangel an Arbeitskräften machte es erforderlich, im Jahre 1919 einen Zweigbetrieb in das Chemnitzer Industriegebiet zu verlegen. Da in Lichtenstein-Callnberg in Sachsen die Firma Müller & Schneemann zum Verkauf stand, griff Altmann schnell zu. Der Betrieb wurde ausgebaut und das Arbeitsgebiet speziell auf modische Strickwaren ausgedehnt. Es zeigte sich schnell, dass auch diese Räume zu klein wurden. Darum kaufte Altmann 1920 einen Teil der ehemals Kühn'schen Brauerei. Noch im gleichen Jahr begann der Umbau und die Erweiterung zu einer modernen Strickwarenfabrik.
Die Strickerei wurde 1928 in eine Aktiengesellschaft eingebracht. An ihr waren vier größere Strickwarenhersteller mit elf verschiedenen Produktionsstandorten beteiligt. Die Anfangsbuchstaben der Unternehmer Curt Altmann (Lichtenstein), C. F. Roscher (Markersdorf) und C. L. Wagner (Calw) bildeten den neuen Namen für das Unternehmen Alrowa, der sich bis heute als Name für das Fabrikgebäude in Lichtenstein erhalten hat.
Bereits 1933 schied Altmann aus der Alrowa und gründete auf seinem Anwesen in der Chemnitzer Straße in Lichtenstein-Callnberg die ALDO-Strickwarenfabrik Curt Altmann. 1938 wurde ein Zweigbetrieb in Wien angegliedert, die Jerlaine Strick- und Jerseyfabrik Curt Altmann.
Einen Bruch in der Unternehmensgeschichte brachte das Ende des Zweiten Weltkrieges und die damit verbundene Teilung Deutschlands. Altmann verließ seinen Betrieb und siedelte sich zunächst in Vordorf bei Wunsiedel im Fichtelgebirge an, wo er seit 1938 eine kleine Jagdhütte besaß. Dorthin brachte er gegen Kriegsende einige seiner Strickmaschinen. Seinen Betrieb konnte er zunächst nicht unter dem Namen Altmann wiedererrichten. Er hieß zu dieser Zeit Strickerei Moser mit den Inhaberinnen Eleonore Moser und Doris Bloch-Altmann, der Nichte und der Tochter Curt Altmanns, und war in den an sein Jagdhaus angeschlossenen Nebengebäuden untergebracht. Im Herbst 1948 begann der Bau des großen Werkes an der Egerstraße in Wunsiedel. Im Frühjahr 1949 wurde die Fabrik in Betrieb genommen. Mit der Anmeldung der D. Altmann AG als Gewerbebetrieb zum 1. Juli 1949 erfolgte die Umwandlung der Strickerei Moser in die D. Altmann AG, die am 9. September 1949 gegründet wurde.
Curt Altmann wurde 1953 mit dem Bundesverdienstkreuz 1. Klasse ausgezeichnet.